# Lâu đài Čachtice

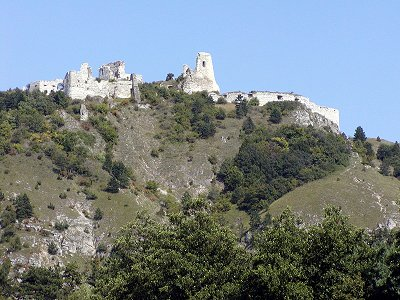
Nhìn từ phía tây

Lâu đài Cachtice (phát âm tiếng Slovak: [tʃaxtʲɪtse]) (tiếng Slovak: Čachtický hrad, tiếng Hungary: Csejte Vara) là một lâu đài đổ nát bên cạnh làng Cachtice, Slovakia. Nó đứng trên một ngọn đồi ít cây cối. Lâu đài này đã được đưa vào danh mục di tích lịch sử quốc gia Slovakia.

## Lịch sử
Cachtice được xây dựng vào giữa thế kỷ 13 bởi thị tộc Kazimir Hont-Pázmány làm một trạm gác trên đường đến Moravia. Sau đó, nó thuộc về Máté Csák, gia đình Stibor, và sau đó đến gia đình nữ bá tước khát máu nổi tiếng Báthory Erzsébet. Ban đầu, Cachtice là một lâu đài có phong cách kiến trúc Romance với một tháp ở hình móng ngựa. Nó đã trở thành một lâu đài có kiến trúc Gothic sau này và kích thước của nó được tăng lên trong các thế kỷ 15 và 16. Cachtice, đất đai và các làng lân cận, là một món quà cưới từ gia đình Nádasdy khi Báthory Erzsébet kết hôn với Ferenc Nádasdy trong năm 1575. 
Chủ nhân của lâu đài, nữ bá tước Báthory Erzsébet, là nhân vật được cho là độc ác khát máu như trong truyện bá tước Dracula. Bà liên tục tìm kiếm những cô gái trẻ đồng trinh trong làng, bắt giữ và dùng nhục hình cho đến chết.

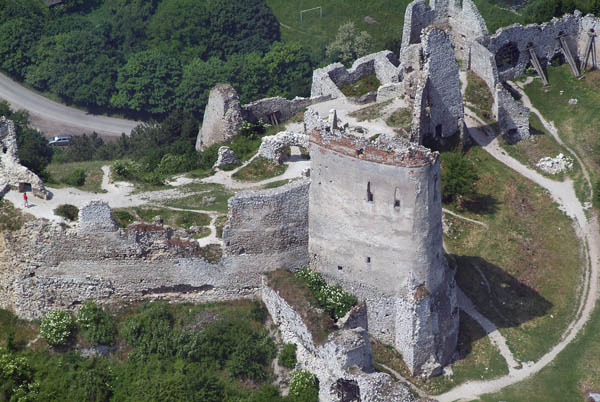
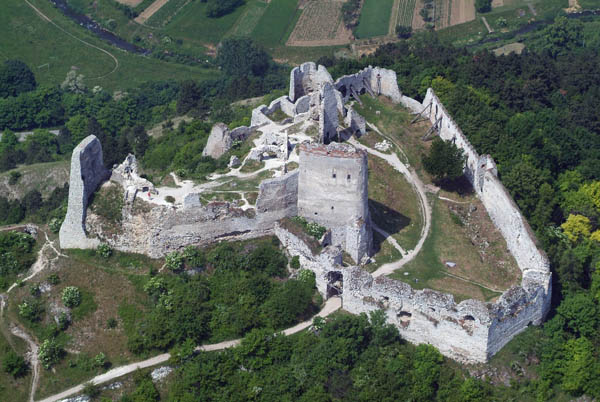
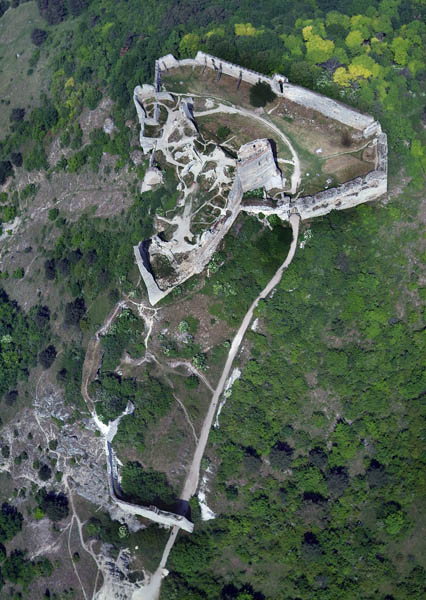
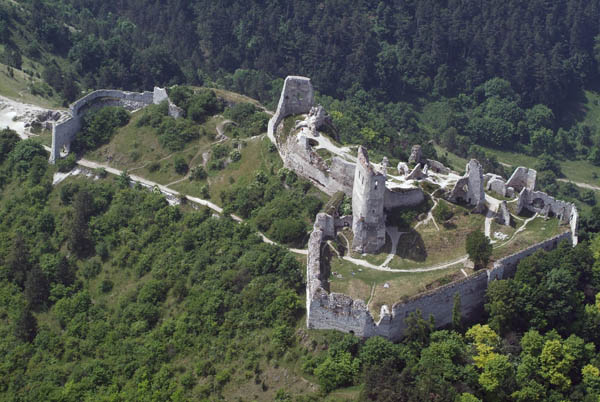
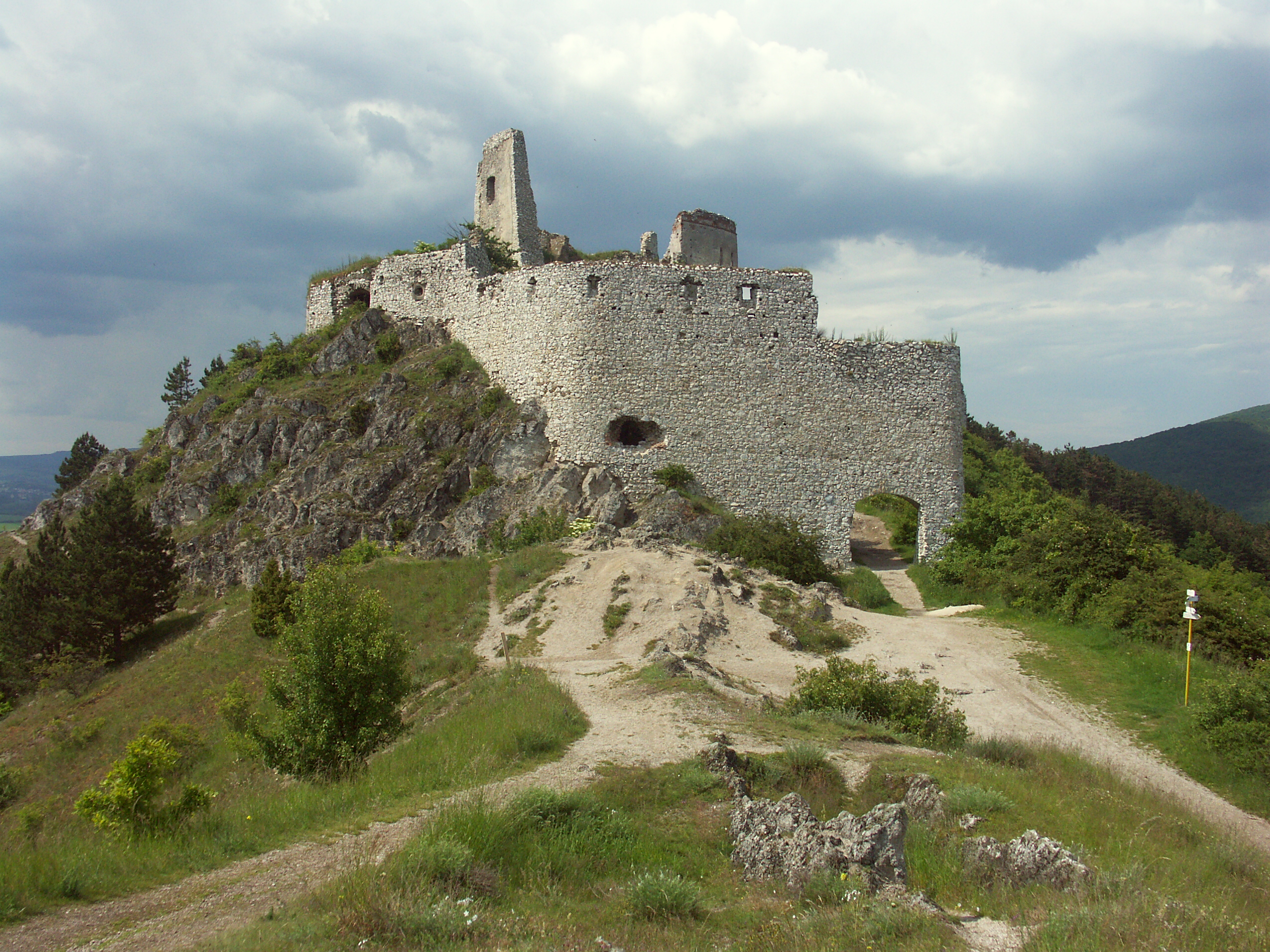